# 玉溪高新技术产业开发区
玉溪高新技术产业开发区位于云南省玉溪市，是2012年8月经国务院批准升级为国家高新技术产业开发区的高新区，面积13.12平方公里。

## 历史沿革
- 1992年：成立玉溪经济技术开发区。
- 1998年9月：经云南省人民政府批准，玉溪经济技术开发区改为云南省省级高新技术产业开发区玉溪高新技术产业开发区。
- 2012年8月：经国务院批准，玉溪高新技术产业开发区升级为国家高新技术产业开发区[2]。